# うぬぼれワルツ
『うぬぼれワルツ』は、日本の女優・歌手、木の実ナナの歌唱による楽曲である。

## 解説
- 別れを言い出せない男が二人の楽しい思い出を語り、終わりを感じてる女が話を合わせて明るく振舞っている、やがて二人はワルツを踊りだす。悲しい別れを明るく振る舞う男女を女視点で描いた作品。
- 当曲は木の実がレギュラー出演していたテレビ朝日の人気バラエティ番組「みごろ!たべごろ!笑いごろ!」における自身主演のワンコーナー「三文オペラ」（共演：西田敏行、武田鉄矢、千葉和臣、中牟田俊男）のエンディングテーマとして一般的に知られるようになった。
- また、当時は「飛んでイスタンブール」（庄野真代）、「かもめが翔んだ日」（渡辺真知子）、「東京ららばい」（中原理恵）、「この空を飛べたら」（加藤登紀子）といった、女性歌手による恋愛の悲哀を描いた歌謡曲が数多くヒットしており、当曲もそのような作品の一つと言える。
- 1978年7月20日放送のザ・ベストテンのスポットライトに出演。
- 当曲のパロディとして、サンリオキャラクターのバッドばつ丸・つん子兄妹による「わるわるワルツ」（作詞：楠本さちこ、作曲：高橋剛）なるコミックソングが存在する。
- テレビドラマ『探偵物語』第6話のラスト部分でBGMとして使用されている。

## 収録

### Side A
1. うぬぼれワルツ
  - 作詞：門谷憲二 作曲：西島三重子 編曲：大村雅朗

### Side B
1. 遊びなれている人みたいに
  - 作詞：矢玉四郎 作曲：丹羽応樹 編曲：大村雅朗